# Mihail Andreevici Miloradovici
Contele Mihail Andreevici Miloradovici (în rusă Михаи́л Андре́евич Милора́дович; n. 1/12 octombrie 1771, Sankt Petersburg, Imperiul Rus – d. 14/26 decembrie 1825, Sankt Petersburg, Imperiul Rus) a fost un general rus de origine sârbă, figură proeminentă în timpul  Războaielor Napoleoniene. A intrat în serviciul militar în ajunul Războiului Ruso-Suedez din 1788-1790 și cariera sa a avansat rapid în timpul domniei lui Pavel I al Rusiei. A activat sub comanda lui Aleksandr Suvorov în timpul campaniilor italiene și elvețiene din 1799. 
Miloradovici a luptat în războaiele împotriva Franței și Turciei, obținând victorii în bătălia de la Amstetten, la capturarea Bucureștiului, bătălia de la Borodino, bătălia de la Tarutino și bătălia de la Vyazma. A condus rezervele în bătăliile de la Kulm, Leipzig și Paris (1814). Miloradovici a obținut gradul de general de infanterie în 1809 și titlul de conte în 1813. Reputația sa de îndrăzneț comandant pe câmpului de luptă („Muratul Rusiei” și „Bayardul Rusiei”) a rivalizat cu cea a vajnicului său dușman personal Piotr Ivanovici Bagration; în plus, Miloradovici avea reputația de a fi norocos. S-a lăudat că a luptat în cincizeci de bătălii, dar nu a fost niciodată rănit, nici măcar zgâriat de către inamic.
Până în 1818, când Miloradovici a fost numit guvernator general de Sankt Petersburg, pensionarea sau moartea altor generali superiori l-au făcut cel mai decorat ofițer activ al armatei ruse, deținând Ordinul Sfântului Gheorghe clasa a II-a, Ordinul Sfântului Andrei, Ordinul Sfântului Vladimir clasa I, Ordinul „Sfânta Ana” clasa I, Ordinul Sfântului Ioan din Ierusalim și Ordinul Sfântului Alexandru Nevsky cu diamante. Vladimir Nabokov l-a numit „un soldat galant, bon viveur și un administrator oarecum bizar”; Alexaner Herzen a scris că a fost „unul dintre acei militari care au ocupat cele mai înalte funcții în viața civilă, fără a avea nici cea mai mică idee despre treburile publice”.
Când vestea morții lui Alexandru I a ajuns la Sankt Petersburg, Miloradovici l-a împiedicat pe moștenitor, viitorul țar Nicolae I, să urce pe tron. Din 9 până pe 25 decembrie 1825 (stil vechi: 27 noiembrie – 23 decembrie), Miloradovici a exercitat autoritatea dictatorială de facto, dar l-a recunoscut în cele din urmă pe Nicolae drept suveran, după ce Romanovii au rezolvat criza succesorală. Miloradovici a avut suficiente dovezi cu privire la revolta Decembriștilor, dar nu a luat nicio măsură până pe 26 decembrie (stil vechi: 14 decembrie) 1825, când rebelii au preluat Piața Senatului din Sankt Petersburg. A călărit printre trupele rebele și a încercat să le facă să-l asculte, dar a fost împușcat fatal de Piotr Kahovski și înjunghiat de Evgheni Obolenski.

## Primii ani

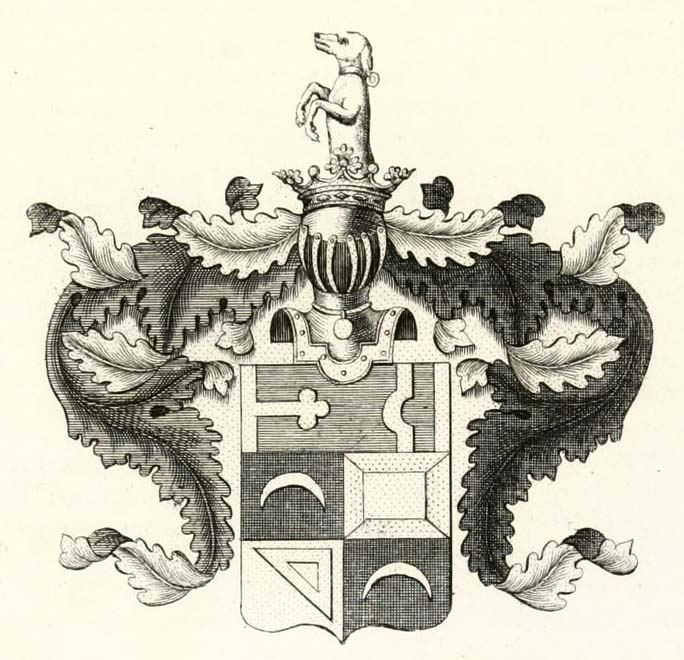
Stema familiei Miloradovici

Mihail Miloradovici a fost fiul generalului maior Andrei Miloradovici (1726-1798). Ramura rusă a familiei sârbe Miloradovici a fost înființată în 1715, când Mihail Miloradovici (întâiul) (în alfabetul chirilic sârb: Михаило Милорадовић), unul dintre cei trei frați recrutați de Petru I al Rusiei pentru a incita la revolta împotriva turcilor cu patru ani mai devreme, a fugit din Herțegovina câtre Rusia și s-a alăturat armatei lui Petru în calitate de colonel. Spre sfârșitul domniei lui Petru a fost întemnițat în legătură cu cazul trădării lui Pavlo Polubotok, dar a fost eliberat după moartea lui Petru. Nepotul său Andrei a servit treizeci de ani în armata rusă și s-a mutat ulterior în administrația civilă ca guvernator al Rusiei Mici. Mihail a moștenit aproximativ 1500 de iobagi.
Tatăl lui Mihail l-a „înscris” în armată încă din copilărie, iar ulterior l-a trimis pe adolescentul Mihail să studieze științele militare în universitățile din Königsberg și Göttingen, precum și la Strasbourg și Metz. Potrivit lui Nikolai Leskov, educația a fost superficială: Leskov l-a descris pe Mihail ca pe un băiat de o „ignoranță fermecătoare”, care nici măcar nu stăpânea corect limba franceză, declarând că franceza lui era plină de „greșelile cele mai grave și mai curioase” (o anecdotă l-a creditat cu amestecarea cuvintelor pittoresque și synagogue în „pittagogue”). Mihail, în vârstă de șaisprezece ani, s-a întors în Rusia în 1787, alăturându-se armatei ca praporgic (grad de ofițer subordonat) în Regimentul Izmailovski și a fost trimis în curând în acțiune în Războiul Ruso-Suedez din 1788-1790. 

## Cariera militară

### Campanii italiene și elvețiene
Miloradovici nu a obținut nicio distincție în războiul din 1788-1790, dar a avansat rapid pe timp de pace. Căpitan al Gărzilor în 1796, Pavel I l-a evaluat favorabil și a fost promovat la gradul de colonel în 1797, apoi general principal și șef al Regimentului de Artilerie Apsheron în 1798. În același an, a plecat pentru a se alătura trupelor lui Alexandr Suvorov în Italia. El a câștigat încrederea necondiționată a lui Suvorov pentru că a ocupat Lecco în ajunul bătăliei de la Cassano și pentru că a comandat ariengarda la traversarea pasului Saint-Gotthard. La Bassignana a schimbat trei cai uciși de inamic, dar nu a fost nici măcar zgâriat; la Altdorf a condus infanteria de asalt peste un pod în flăcări. Aceste episoade și altele similare, adevărate sau anecdotice, l-au adus în opinia publică pe Miloradovici ca fiind un îndrăzneț și norocos comandant de teren, o părere pe care el însuși a cultivat-o tot restul vieții. Miloradovici era adorat acasă, dar francezii au avut o părere diferită: Adolphe Thiers l-a descris pe Miloradovici drept „de o strălucită valoare dar absolut lipsit de cunoștințe militare [...] însumând toate viciile civilizației și toate viciile barbarismului”.
Pavel l-a răsplătit Miloradovici cu Ordinul „Sfânta Ana” clasa I, Ordinul Sfântului Ioan din Ierusalim și Ordinul Sfântului Alexandru Nevski. Suvorov, încălcând codurile militare, l-a transferat pe Miloradovici de la trupele de teren la personalul său ca „general în așteptare”; Pavel a invocat mai târziu acest fapt ca un pretext pentru a-l demite pe Suvorov. Prietenia dintre Miloradovici și Marele Duce Constantin, cel de-al doilea fiu al lui Pavel, a datat din campania elvețiană. Constantin i-a acordat lui Miloradovici o sabie aurită cu inscripția Prietenului meu Miloradovici, pe care Miloradovici a avut-o cu el în ziua morții sale.

### Amstetten și Austerlitz
Miloradovici a jucat un rol cheie în bătălia de la Amstetten, unde Mihail Kutuzov a ordonat celor trei regimente ale sale să ia poziție și să ofere ajutor trupelor lui Piotr Ivanovici Bagration. „Mai presus de toate, manevrarea iscusită a forței ruse, inclusiv sosirea la timp a lui Miloradovici și amplasarea inteligentă a forțelor de rezervă aflate la dispoziția sa, au împiedicat prăbușirea ariergărzii”. Acțiunea de la Amstetten i-a permis lui Kutuzov să rupă contactul cu francezii și a împiedicat o luptă totală care ar fi fost dezastruoasă pentru ruși. Rapoartele despre luptă ale lui Miloradovici însuși contrazic afirmațiile franceze și nu sunt coroborate de raportul laconic al lui Bagration: fiecare parte și-a prezentat propria perspectivă iar Miloradovici a avut o anumită înclinare pentru glorificarea propriilor acțiuni. Acțiunea sa de la Amstetten a fost răsplătită cu Ordinul Sfântului Gheorghe clasa a III-a și promovarea ca general locotenent. La 11 noiembrie 1805, Miloradovici i-a atacat pe francezi în bătălia de la Dürenstein (denumită bătălia de la Krems în surse rusești), dar francezii s-au retras înainte ca trupele sale să poată provoca pagube semnificative.
Bătălia de la Austerlitz l-a avut pe Miloradovici la conducerea părții ruse a unei coloane de infanterie ruso-austriece (2.875 din 11.795 de soldați), una dintre cele patru coloane plasate pe Înălțimile Pratzen, care fuseseră abandonate de francezi. O parte mai mare a coloanei se afla sub comanda austriacă; prezența în vecinătate a lui Kutuzov a atenuat oarecum pericolele rezultate din comandamentul divizat. Țarul Alexandru a ordonat ca această coloană să fie mutată înainte de a fi dislocate altele; Kutuzov, incapabil să se opună țarului, i-a ordonat lui Miloradovici să avanseze peste pârâul Goldbach spre Kobylnice, fără a ține cont de acțiunea inamică și de terenul dificil. Dealurile și ceața au redus vizibilitatea, iar coloana a mers direct în zona în care se afla cea mai mare parte a armatelor franceze. Trupele lui Soult au hăcuit coloana mixtă și Miloradovici s-a retras. Alexandru l-a chemat pe fratele său Constantin în ajutor (deși un raport alternativ al lui Scott Bowden și Christopher Duffy afirmă că Miloradovici l-a contactat el însuși pe Constantin). Contrar opiniei publice că „a fost aproape singurul general rus care a obținut un avantaj față de francezi” la Austerlitz, Generalul Karl Wilhelm von Toll a contestat acțiunile lui Miloradovici, afirmând că coloana sa a fost prima care s-a retras și că Bagration, nu Miloradovici, a fost cel care a salvat trupele aliate de la dezastru.

### Războiul ruso-turc
Războiul din 1806-1812 a început cu ocuparea rusească a Moldovei și Țării Românești. După ce turcii au răspuns luând Bucureștiul, comandantul șef rus Ivan Ivanovici Michelson l-a trimis pe Miloradovici să intervină. Acesta a capturat Bucureștiul pe 13 decembrie, fără a întâmpina o rezistență semnificativă din partea turcilor, fiind răsplătit cu o sabie de aur cu diamante „pentru preluarea Bucureștiului”. Turcii, manipulați de trimisul francez Sébastiani, nu au declarat război decât după cinci zile. Nu a urmat nicio acțiune la scară largă. În mai 1807, Miloradovici a încercat să ocupe Giurgiu, dar a eșuat, retrăgându-se înapoi la București. La 2 iunie 1807, el s-a revanșat, respingând asaltul turcesc de la Obilești. 
Anii 1808 și 1809 nu au adus nicio acțiune remarcabilă, dar au fost marcate de o dublă intrigă între generalii ruși de frunte; la nivel superior, Mihail Kutuzov era în conflict cu Alexandr Prozorovski, în timp ce în linia a doua mocnea un conflict între între Miloradovici și Piotr Bagration. Bagration a devenit comandant-șef temporar, succedându-i lui  Prozorovski; mai târziu, atât Miloradovici, cât și Bagration și-au pierdut prerogativele. La începutul anului 1810, Alexandru l-a rechemat pe Miloradovici într-o poziție de prim rang și l-a însărcinat să adune o nouă armată în Belarus. În aprilie 1810, Miloradovici a fost numit guvernator al Kievului, dar curând și-a înaintat demisia. A fost oficial eliberat din funcție în septembrie 1810, dar a fost chemat din nou în serviciu în noiembrie, ca guvernator al Kievului.

### Invazia lui Napoleon în Rusia

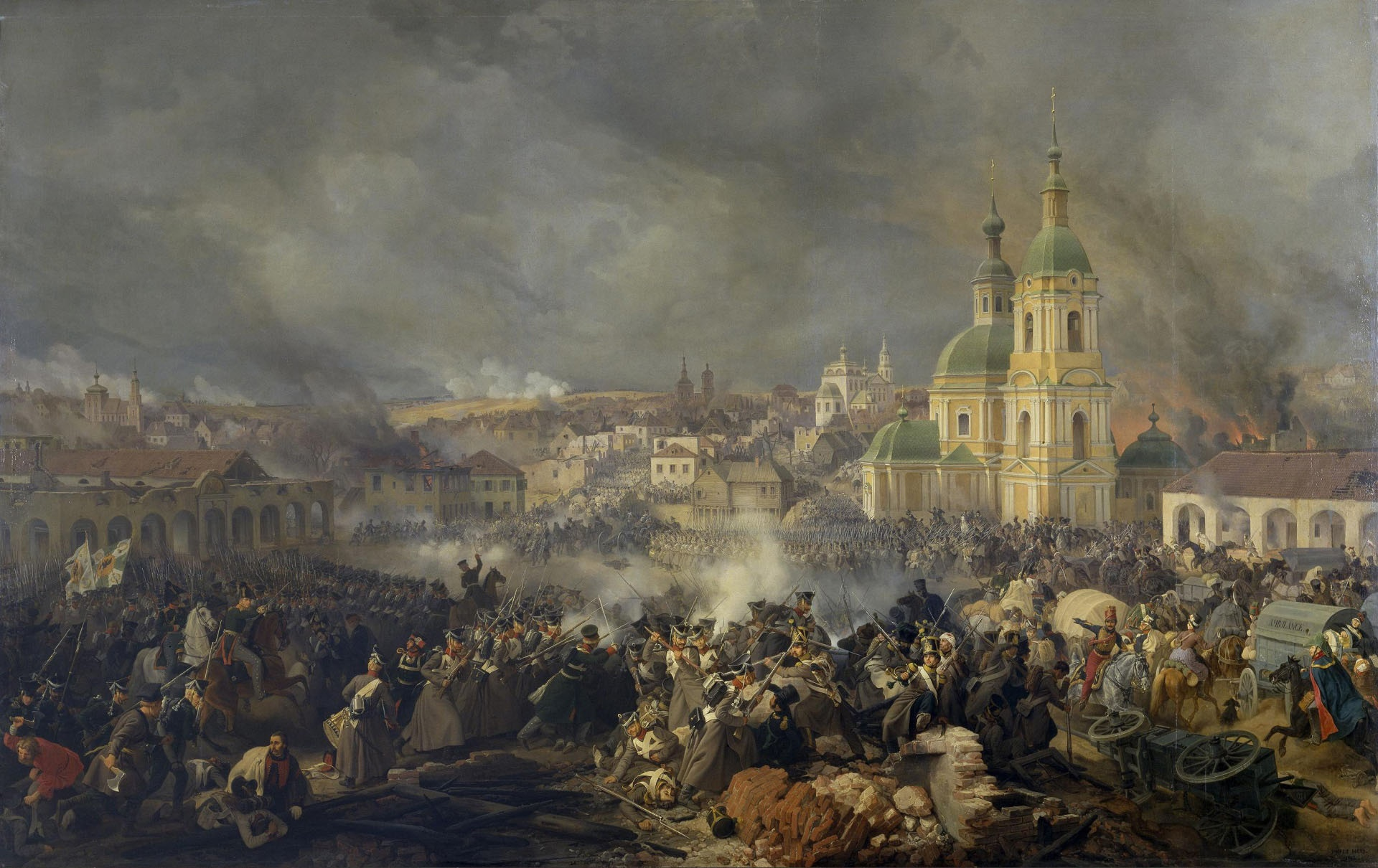
Bătălia de la Vyazma

La începutul campaniei din 1812, Miloradovici a primit sarcina de a aduna și instrui trupe de miliție în zonă; s-a alăturat acțiunii militare în ajunul bătăliei de la Borodino cu 14.600 de milițieni. Kutuzov l-a numit pe Miloradovici comandant al forțelor de front din flancul drept (nordic), cuprinzând cel de-al doilea corp de infanterie al lui Baggovut și al patrulea corp de infanterie din Ostermann-Tolstoi. Planul de luptă impunea lui Miloradovici să protejeze vechiul drum Smolensk-Moscova. În ziua bătăliei (7 septembrie, stil vechi: 26 august), Kutuzov și-a dat seama că acțiunea inamică a fost concentrată împotriva zonei sale centrale și a flancului stâng. Astfel, în jurul orei 9 dimineața, a ordonat lui Miloradovici să meargă spre sud și să atace flancul stâng francez. Călărind înaintea trupelor sale, Miloradovici a fost prins în mijlocul bătăliei pentru Semionovskoe și, împreună cu Barclay de Tolly, Ermolov și Raievski, s-a refugiat în zona diviziei a patra. Între 10 dimineața și 12 noaptea, trupele sale au luat poziție în centrul liniei rusești și au oprit atacurile franceze, trupele lui Baggovut observând acțiuni critice în jurul orei amiezii, iar corpul Ostermann în jurul orei 16:00. Până la sfârșitul bătăliei, francezii au reușit să-i respingă pe ruși, iar trupele lui Miloradovici au revenit pe același aliniament  de unde porniseră (Smolensk). Baggovut a luat poziție acolo și a ținut piept atacurilor feroce ale cavaleriei poloneze până la căderea nopții. 
După luptă, Miloradovici a preluat comanda ariergărzii, apărând armata lui Kutuzov de înaintarea francezilor. Presiunea inamică l-a împiedicat să participe la Consiliul de la Fili, care a decis predarea Moscovei. Miloradovici, acționând în numele lui Kutuzov, a încheiat un acord cu Murat: dacă francezii doreau Moscova intactă, ei trebuiau să permită lui Miloradovici trecerea liberă către est sau să facă față unui război urban. Hereford George a scris că „aparent, Murat, a considerat sub demnitatea lui să negocieze cu un simplu general” și l-a delegat pe Sébastiani pentru a purta discuții. Potrivit lui Fyodor Glinka însă, Murat și Miloradovici au negociat direct între ei înainte de predarea Moscovei; Miloradovici a luat legătura cu Sébastiani doar după ce francezii au ocupat Moscova. Sébastiani a onorat acordul, a chemat înapoi cavaleria și a permis retragerea în siguranță a două regimente ruse prinse între înaintarea coloanelor franceze. Pierderea temporară a contactului dintre Murat și ariengarda rusă i-a permis lui Kutuzov să facă o întoarcere spre vest: Murat a continuat să înainteze spre sud-est spre Bronnițî, în timp ce Kutuzov a pornit în direcția opusă.
Pe 20 septembrie (stil vechi: 8 septembrie), Kutuzov a ocupat poziții defensive la Podolsk și l-a trimis pe Miloradovici pentru a lua poziția în fața înaintării franceze, la 12 kilometri spre est. Patru zile mai târziu, Murat l-a atacat pe Miloradovici și l-a obligat să se retragă la Krasnaya Pakhra (întinzându-i o capcană, conform lui Glinka). Miloradovici a scăpatcu greu când sediul său a fost atacat de cercetașii cavaleriei franceze, 27 septembrie (stil vechi: 15 septembrie). Pe 29 septembrie (stil vechi: 17 septembrie), Miloradovici a atacat cu succes trupele lui Murat de la Chirikovo, luând prizonier un general de brigadă. În acest moment, Kutuzov a preferat să se retragă mai la sud; armata principală a pornit spre Tarutino, în timp ce Miloradovici (care avea acum trupele lui Ostermann-Tolstoi sub comanda sa) s-a retras într-o poziție strategică pe râul Cernishnya, la 8 kilometri nord de Tarutino. Glinka a scris că din 9 septembrie până pe 5 octombrie (stil vechi: 28 august - 23 septembrie), Miloradovici a luptat continuu cu francezii, incluzând patru bătălii semnificative, și l-a descris într-un mod care a rămas în conștiința publică: „Nu este un erou al Vedomosti, ci un erou al istoriei și al viitorului”. În timpul retragerii de la Cernășnia, Miloradovici a purtat o altă negociere persoanală cu Murat, în timp ce propria sa tabără a fost plină prizonieri francezi Istoricii ruși moderni au criticat indeciziile acțiunilor sale în bătălia de la Tarutino de pe 18 octombrie (stil vechi: 6 octombrie), când coordonarea slabă a armatelor ruse a pierdut avantajul lipsei de disciplină din tabăra franceză, dar pentru contemporani precum Glinka și William Cathcart bătălia a fost un succes clar.
După bătălia de la Maloiaroslaveț, trupele ruse s-au împărțit în trei coloane de urmărire, conduse de Miloradovici, Matvei Platov și însuși Kutuzov. Miloradovici a pornit direct spre Veazma, ocupate de de patru trupe franceze (conduse deBeauharnais, Davout, Ney și Poniatowski), în timp ce Platov a închis dinspre nord. Pe 31 octombrie (stil vechi: 19 octombrie), Miloradovici și Platov a fost de acord să ia cu asalt Viazma. Bătălia de la Vyazma a început în zorii zilei de 3 noiembrie (stil vechi: 22 octombrie). Miloradovici a dislocat rapid artileria din avanposturi, care a rezistat atacurilor lui Beauharnais și a forțat trupele lui Davout să se retragă în pădure. Davout a pierdut două ore făcând un ocol pentru a se reuni cu Ney în Vyazma; la 14:00, când Miloradovici a ordonat un asalt general, francezii nu au putut să mai reziste. Până la ora 17:00, Miloradovici a preluat controlul orașului, capturând trenurile de aprovizionare franceze (dar doar trei tunuri). 
Pe 15 noiembrie (stil vechi: 3 noiembrie), cele trei trupe ale lui Miloradovici, înaintând către francezii aflați în retragere, au luat poziție în spatele trupelor franceze, lângă Krasny. Miloradovici a început o bătălia de trei zile la Krasnoi, prinzând un tren de aprovizionare mare și separând trupele lui Ney și Beauharnais de armata lui Napoleon. A doua zi, Beauharnais și-a epuizat trupele într-un atac și a refuzat invitația lui Miloradovici de a se preda; noaptea, rămășițele decimate ale trupelor sale au scăpat prin pădure. Pe 18 noiembrie (stil vechi: 6 noiembrie), Ney a făcut propria sa încercare nereușită de a străpunge apărarea lui Miloradovici. Miloradovici i-a oferit din nou șansa unei predări onorabile, dar Ney l-a arestat pe mesager și și-a trimis diviziile a 10-a și a 11-a într-un atac frontal. Noaptea, forțele sale de 3.000 de soldați au trecut peste Niprul înghețat, dar doar 800 au ajuns la Orșa. Miloradovici a ratat ocazia de a intercepta trecerea franceză de la Berezina pentru două zile.
În decembrie 1812, Alexandru i-a acordat lui Miloradovici Ordinul Sfântului Gheorghe clasa a II-a. În conformitate cu Planul din decembrie al lui Kutuzov, Miloradovici a condus o avangardă rusă spre vest și a ocupat Varșovia pe 8 februarie (stil vechi: 27 ianuarie) 1813.

### Campania din 1813-1814
Numirea lui Peter Wittgenstein în calitate de comandant-șef al armatelor unite rusești și prusace a provocat ostilitatea deschisă a noilor săi subordonați și, în același timp, a  unor persoane mai în etate: Miloradovici, Barclay de Tolly, Lanjeron, Platov și Tormasov. Tormasov a refuzat întrutotul să se supună lui Wittgenstein și a părăsit armata, în timp ce Miloradovici a rămas, dar a devenit „vocea oficială” al opoziției. Conflictul a mocnit până la înfrângerile de la Lutzen și Bautzen, care l-au obligat pe Wittgenstein să-și dea demisia.
Rezultatele lui Miloradovici în mai 1813 au fost amestecate: la Lutzen, oastea sa de 12.000 de oameni a sosit prea târziu pentru a influența rezultatul. În săptămâna următoare a acoperit retragerea în Elba. Thiers a scris că francezii „l-au făcut să plătească scump pentru mândria sa inutilă” (hotărârea lui de a apăra o anumită poziție). Cathcart i-a lăudat acțiunea iscusită din ariengardă, dar a menționat că până la 12 mai trupele sale s-au diminuat până la aproximativ 10.000. La Bautzen, Miloradovici a reușit să-l alunge pe Oudinot din Tronberg, dar bătălia în ansamblu a rămas o victorie a Franței.
Miloradovici și Constantin au petrecut restul războiului, (aproape un an) în strânsă cooperare și proximitate, ca șefi ai rezervelor de infanterie și cavalerie. În august 1813, după expirarea armistițiului de la Pläswitz, Miloradovici a condus forțele de rezervă, 24.000 de gărzi și granadieri, în Boemia; Constantin l-a urmat cu 11.000 de „splendizi cavaleri”  și cu artileria. Având împreună sediul la Barclay, au format una din cele patru coloane aliate care au convers pe Dresda, dar nu au fost aduse în acțiunea bătăliei de la Dresda. Trei zile mai târziu, au fost angajați în bătălia de la Kulm, împotriva lui Vandamme, aducând o „victorie norocoasă care a oferit avantaje dincolo de toate calculele”.  În ajunul bătăliei de la Leipzig, forțele lui Miloradovici și Constantin, staționate lângă Margeborn, au format rezerva armatei de coaliție. În decembrie 1813, au traversat Rinul și s-au îndreptat spre Franța.
Acțiunile lui Miloradovici din 1813 au fost răsplătite cu Ordinul Sfântului Andrei, titlul de conte și dreptul de a purta pe umăr însemnele lui Alexandru, prima astfel de onoare acordată vreodată în Rusia. Miloradovici a încheiat campania din 1814, ultima dintre multele sale campanii, la Paris. După ce infanteria generalului Gorchakov a trecut peste artileria defensivă franceză, Miloradovici a fost cel care a adus douăzeci de obuzieree și a deschis focul asupra orașului.

## Guvernator al Sankt Petersburgului

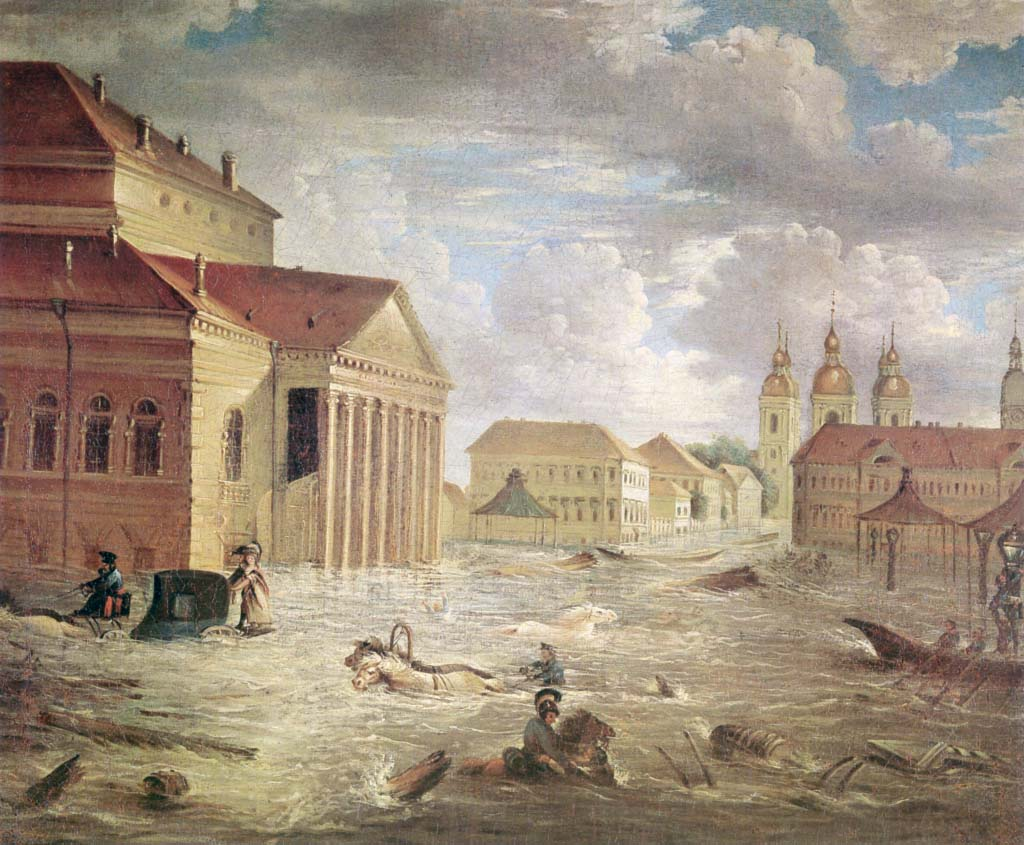
Teatrul Bolshoi Kamenny în timpul inundației din 1824. Gestionarea daunelor produse de inundații și salvarea teatrului au fost cele mai cunoscute două acțiuni ale administrației lui Miloradovici.

După Tratatul de la Fontainebleau, Alexandru l-a numit Miloradovici comandant al Gărzii Imperiale Ruse; în 1818, Miloradovici a devenit guvernatorul orașului Sankt Petersburg, asumându-și comanda tuturor trupelor, poliției și administrației civile a capitalei imperiale. Avea încrederea necondiționată a lui Alexandru, care cu greu ar fi putut găsi un candidat mai nepotrivit pentru acest post. În calitate de șef de poliție, Miloradovici a controlat supravegherea politică la Sankt Petersburg, dar evenimentele din 1825 au demonstrat că nu a reușit, în cele din urmă, să răspundă adevăratei amenințări: a respins dovezile împotriva decembristilor, spunând: „Nu reprezintă nimic; lăsați acești tineri în pace, să-și citească reciproc  versurile mizerabile.”
Aplecarea sa către artă și îndatorirea sa ex officio ca cenzor la apogeul epocii de aur a poeziei ruse au condus la dese contacte cu autori și actori și, cu excepția morții sale și a acțiunilor legate de inundațiile dezastruoase din 1824, administrația sa a fost amintită în mare parte prin memoriile artiștilor cu acuratețe diferită. Acest lucru nu a fost neobișnuit printre comandanții ruși; Nikolay Raevsky a spus: „Ei [scriitorii vremii sale] m-au transformat într-un roman, pe Miloradovici într-un mare om, pe Wittgenstein în salvatorul patriei, iar pe Kutuzov în Fabius . Nu sunt un roman, la fel cum nici acești domni nu sunt.”
Alexander Herzen, care l-a cunoscut pe Miloradovici din fragedă copilărie și care și-a amintit cu drag de el ca fiind un povestitor „cu cea mai mare vivacitate, cu o mimică plină de viață, cu hohote de râs”, l-a ridiculizat pe Miloradovici ca administrator și l-a numit „un poet războinic care a înțeles poezia [...]; lucrurile mărețe se fac prin mijloace mărețe.”  Memoriile lui Herzen oferă o serie de situații anecdotice despre administratorul Miloradovici (dar niciuna dintre acestea n-ar fi putut fi certificată de către narator).
În 1820, Miloradovici l-a interogat pe Aleksandr Pușkin sub suspiciunea de propagandă politică. Numele lui Pușkin devenise deja asociat tuturor tipurilor de pamflete incendiare, lucru de care dorea cu disperare să scape. Pușkin a spus că și-a ars „poeziile de contrabandă” și a recitat unele din memorie. Miloradovici a spus „Ah, c'est chevaleresque”, a respins acuzațiile și l-a trimis pe Pușkin într-un tur bine plătit prin sud. Vladimir Nabokov a menționat că toți prietenii influenți ai lui Pușkin nu l-ar fi putut salva dacă nu ar fi existat conduita amiabilă a lui Miloradovici.
Autorul și editorul Nikolai Grech a povestit un alt episod: în 1824, Miloradovici a investigat agresiv o presupusă încălcare a regulilor de cenzură la o imprimerie deținută de Grech și Bezacque. Cincisprezece ani mai devreme, pe când Miloradovici și Piotr Bagration au avut o dispută, Bezacque era secretarul lui Bagration și aparent i-a devenit dușman pe pe vieță lui Miloradovici. Grech a respins cu ușurință „dovezile faptice” și ar fi putut scăpa nevătămat, dar Miloradovici și-a pogorât răzbunarea tardivă asupra lui Grech, provocând o anchetă completă a poliției și a instanței, care a continuat până în 1828.
Stilul de viață al „administratorului bizar” fost la fel de bizar. Miloradovici locuia singur într-un apartament de lux „într-o dezordine completă cuplat cu cele mai rafinate gusturi“,, fără a avea măcarun singur dormitor; „Îmi petrec noaptea unde îmi doresc”, spunea el. Averea familiei și recompensele din partea țarului nu au reușit să-i acopere cheltuielile, vânzând majoritatea pământurilor și a iobagilor. Vânzarea postumă moșiilor rămase abia de i-au acoperit datoriile.

## Teatru și sexualitate

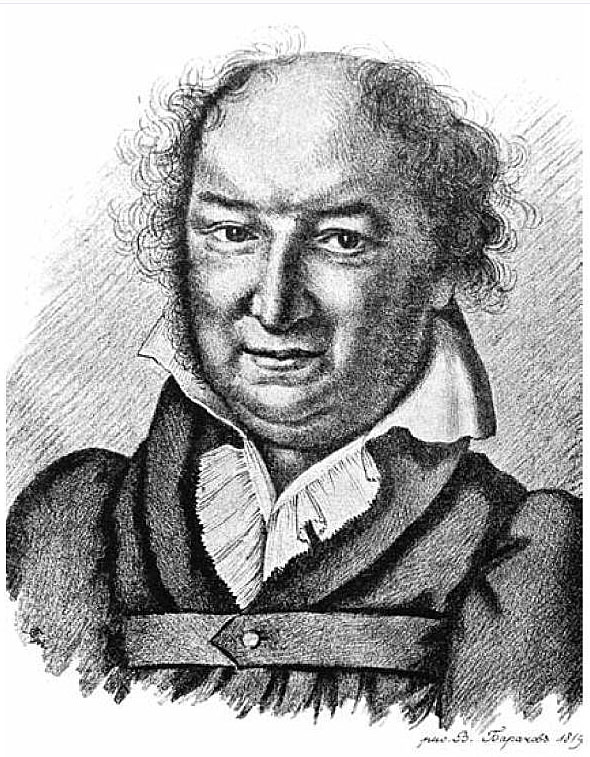
Directorul teatrului, Alexander Shakhovskoy, i-a furnizat companie de sex feminin lui Miloradovici.

În 1821, managerii de teatru Apollon Maikov și prințul Alexander Shakhovskoy ar fi încercat să-l manipuleze pe Miloradovici pentru a răsturna pe directorul teatrelor imperiale, prințul Tyufyakin. Miloradovici le-a acordat sprijin și apoi el însuși „a apucat atât puterea, cât și baierile pungii”; Miloradovici, Maikov și Șahovskoy au devenit un „comitet format din trei oficiali formidabili” care guvernau viața de zi cu zi a teatrelor imperiale. Schimbarea a coincis cu zvonurile privind traficarea actrițelor de către Șahovskoy; moartea lui Miloradovici și ascensiunea lui Nicolae I au pus capăt carierei lui Șahovov. 
Viața privată a lui Miloradovici, care nu s-a căsătorit niciodată și nu a avut urmași, a fost un subiect controversat. Contemporanele l-au condamnat pentru dorința „de a-și crea propriul harem în școala de teatru”, afirmație care se presupune că a devenit realitate cu ajutorul lui Șahovovski și Maikov. Conform acestor surse, Miloradovici „a avut o slăbiciune pentru femei” și a petrecut în mod regulat seri în compania lui Șahovskoy și a stagiarelor școlii sale de teatru; favoritele alese s-au bucurat apoi de bunăvoința generalului după absolvire. Catherine Shuler a menționat că apetitul lui Miloradovici și al altor demnitari ar putea fi cauza traficului de femei de scenă și că „asemănarea dintre actrițele de rând și actrițele imperiale nu este cu siguranță o coincidență”. Alexandra Kolosova, în 1822, a fost prima actriță care a rupt jugul și a fugit la Paris; La întoarcerea la Sankt Petersburg a căutat protecție de la Alexandru, dar Miloradovici a arestat-o timp de douăzeci și patru de ore pentru că a refuzat „cel mai neînsemnat rol” ce i-a fost oferit. Miloradovici l-a arestat pe actorul principal Vasily Karatygin pentru o insubordinare similară; când mama prizonierului a pledat pentru clemență, Miloradovici a răspuns: „Îmi place  comedia doar pe scenă. Am văzut sânge, doamnă, lacrimile nu mă mișcă”.
Vladimir Bryukhanov a sugerat că Miloradovici era homosexual, fără a ține cont sau de a respinge proba contrarie, cum ar fi memoriile Nadeșdei Durova (Durova, deghizată în tânăr bărbat, i-a fost ajutor lui Miloradovici în 1810 și a scris mai târziu despre aventurile sale cu femei și influența lor asupra comportamentului generalului și asupra relațiilor sale cu ofițerii din subordine). Versiunea standard a evenimentelor susține că ultima sa pasiune a fost balerina Yekaterina Teleshova, care avusese anterior o aventură cu Alexander Griboyedov, un diplomat „cu prea puțini bani pentru a-i fi un rival pe termen lung generalului”. (În 1825, Griboyedov a scris „[...] Miloradovici, idiotul acela lăudabil pe care Șchekovovul îl înjură și îl idolizează. Amândoi sunt niște vite.”  ). 

## Interregn

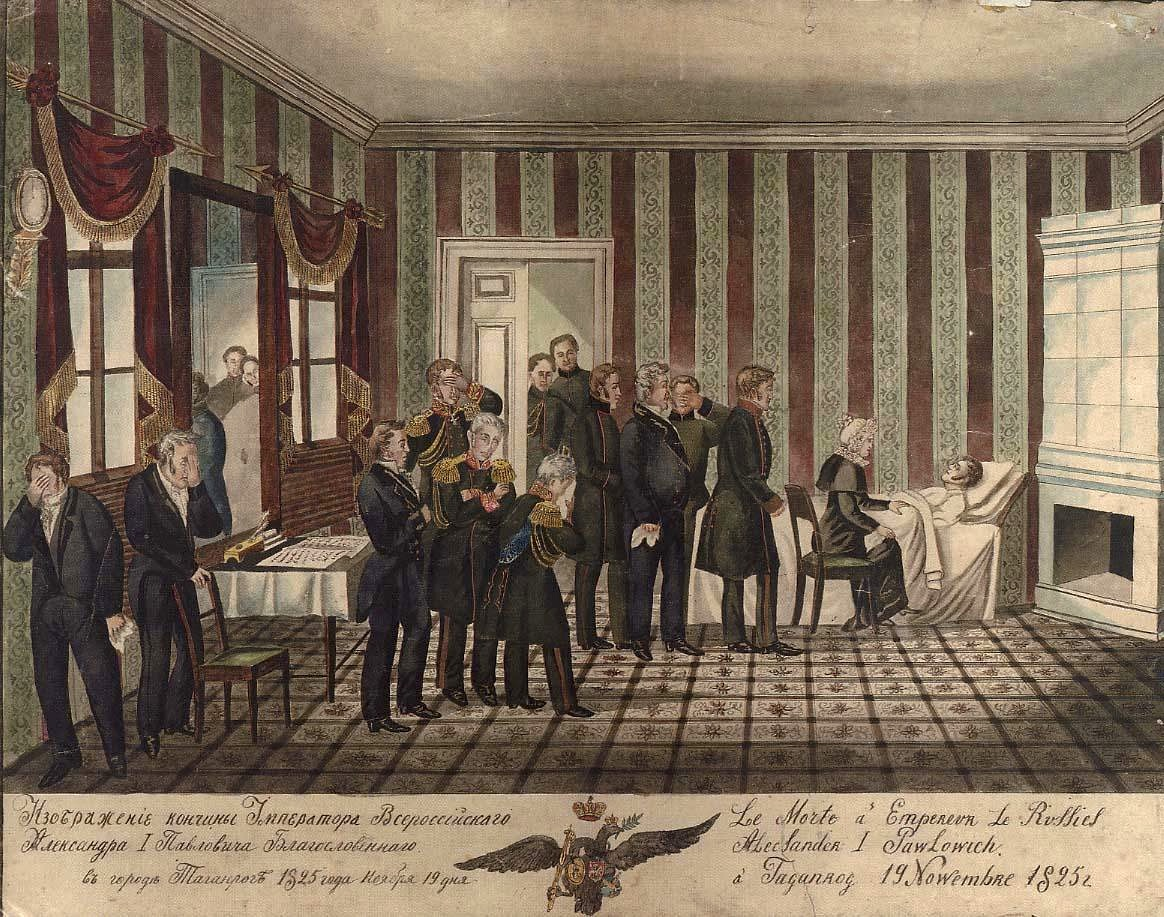
Moartea lui Alexandru I (laTaganrog) a fost urmată de un interregn care a culminat cu revolta ecembriștilor.

În vara anului 1823, Alexandru I a emis un act secret care-l excludea pe Constantin din ordinea succesorală și îl făcea pe Nicolae moștenitorul prezumtiv al tronului. Istoricii încă discută dacă Miloradovici a fost sau nu înștiințat formal asupra deciziei lui Alexandru. Doar trei oameni – Aleksey Arakcheyev, Alexander Golitsyn și Arhiepiscopul Filaret  – au cunoscut cu siguranță  conținutul și locul unde se află actul; nici Constantin, nici Nicolae nu au cunoscut întreaga poveste.
Pe 9 decembrie (stil vechi: 27 noiembrie), când vestea morții lui Alexandru la Taganrog a ajuns la Sankt Petersburg, Miloradovici l-a desconsiderat pe Nicolae, promițând credință lui Constantin, aflat la Varșovia în calitate de vicerege al Poloniei. Golitsyn a ajuns mai târziu la palat și a anunțat termenii manifestului lui Alexandru, dar Miloradovici a convins Consiliul de Stat că Nicolae știa asta și că promisiunea lui de fidelitate față de Constantin a reprezentat efectiv un act de abdicare. Miloradovici a trimis apoi un mesager la Moscova cu două instrucțiuni: să-și promită fidelitatea lui Constantin și să păstreze secret manifestului lui Alexandru. La intrebarea, „Ce se intampla daca Constantin îi refuză demisia?” , Miloradovici a răspuns: „Când unul are o sută de mii de baionete în buzunar, este ușor să vorbești cu îndrăzneală”.
Corespondența dintre Sankt Petersburg și Varșovia a durat două săptămâni, timp în care Miloradovici a acționat de facto interrex și l-a asigurat în mod regulat pe Nicolae că „totul este sub control”. Constantin a refuzat cu fermitate să preia puterea și a binecuvântat urcarea fratelui său pe tron, dar o perioadă, ezitantul Nicolae nu a luat nicio măsură. În dimineața de 24 decembrie (stil vechi: 12 decembrie), Nicholae a primit rapoarte detaliate despre revolta decembriștilor de la Diebitsch și Cernîșov și a discutat problema cu Miloradovici și Golitsyn. Potrivit lui Nicolae, dovezile au fost copleșitoare. Miloradovici a promis că va mobiliza toate resursele poliției, dar nu a făcut nimic sau, potrivit lui Korf, „investigațiile sale au rămas complet fără rod. Cercetările sale nu au descoperit o singură persoană asupra căreia vreo suspiciune ar putea cădea în mod rezonabil”.
Acțiunile lui Miloradovici în timpul interregnului au fost extrem de controversate și au provocat teorii ale conspirației care îl plasează în fruntea rebeliunii decembriștilor. Istoricii mainstream oferă explicații diferite ale motivelor sale, însă niciunul nu susține teoria „Decembristului Miloradovici”: 
- Mihail Safonov a sugerat să existau trei pretendenți la tron: Constantin, Nicolae și mama lor, Maria Fyodorovna. Miloradovici a sprijinit-o pe Maria, dar în public s-a aliniat lui Constantin și mai târziu cu Nicolae.[97] O versiune similară a fost ficționalizată de Igor Bunich.[117]
- Iakov Gordin a sugerat că Miloradovici a acționat ca un dictator independent, folosindu-l pe Constantin doar de fațadă.
- Andreeva susține o variantă mai lejeră a sugestiei lui Gordin: anume că, indiferent de manifestul lui Alexandru, Miloradovici a acționat cu bună credință, susținând ceea ce credea că este soluția legitimă a unei crize.[118]

## Revolta și moartea

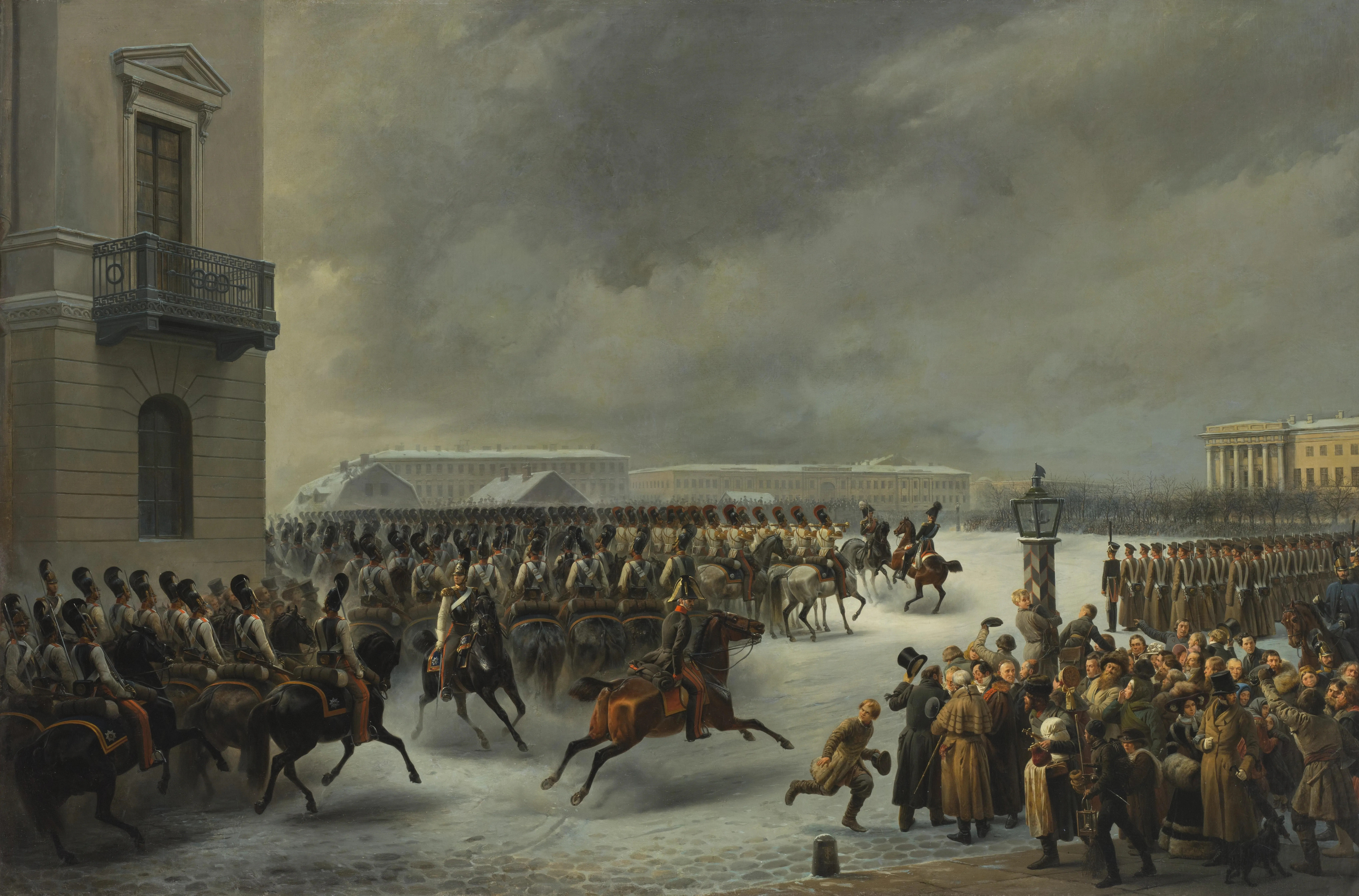
Rebeliune pe Piața Senatului, 26 decembrie (stil vechi: 14 decembrie)

Pe 25 decembrie (stil vechi: 13 decembrie), la 20:00, Nicolae s-a declarat împărat;  a doua zi la 7 dimineața, împreună cu toți oamenii de stat superiori prezenți la Sankt Petersburg, Miloradovici a promis loialitatea față de Nicolae (Korf a sugerat că Miloradovici l-a recunoscut pe Nicolae încă din ziua anaterioară). Din nou, Miloradovici l-a asigurat pe Nicolae că orașul este „absolut liniștit”; Alexander von Benckendorff a scris că acesta se află în obișnuita lui dispoziție optimistă. Trei ore mai târziu, când Miloradovici a luat micul dejun cu Teleshova, generalul Neidhardt i-a raportat lui Nicolae că trupele se îndreptau spre palat.
Pe la prânzul zilei de 26 decembrie (stil vechi: 14 decembrie), Miloradovici, pe care nimeni nu îl văzuse de dimineață, i-a raportat lui Nicolae în Piața Palatului. Martorii nu cad de acord asupra faptului că ar fi fost călare sau pe jos, dar toate relatările indică emoția sa extraordinară și pierderea autocontrolului. Potrivit lui Nicolae, Miloradovici i-a spus: „Сеlа vа mаl; ils marchent au Sénat, mais je vаis leur раrlеr” („E de rău; se îndreaptă spre Senat, dar voi vorbi cu ei”). Nicolae a răspuns cu răceală că Miloradovici trebuie să-și facă datoria de guvernator militar și să-și calmeze trupele. Miloradovici a salutat, s-a întors și s-a îndreptat spre baraca Gărzilor Călare. Generalul Orlov l-a rugat cu Miloradovici să rămână alături de trupele loiale, dar Miloradovici a refuzat acoperea, a încălecat un cal și a trecut printre rândurile trupelor rebele, însoțit fie de două ajutoare fie de Bashutsky, pedestru. Miloradovici a cerut soldaților supunere, arătându-le sabia lui Constantin „pentru a demonstra că ar fi fost incapabil să-l trădeze”. Safonov a subliniat că, în loc să execute ordinul țarului de a conduce Gărzile Călare împotriva rebelilor, Miloradovici „a acționat într-un mod incredibil [...] intrând singur în acțiune”.
Între 12:20 și 12:30 Pyotr Kakhovsky l-a împușcat pe Miloradovici pe la spate.Când Miloradovici a căzut de pe cal, Yevgeny Obolensky l-a înjunghiat cu o baionetă.  Miloradovici a fost dus într-o casă din apropiere, dar când au ajuns chirurgii la fața locului, tâlharii îi luaseră lui Miloradovici hainele, medaliile și bijuteriile. Medicii au scos glonțul (ulterior i-a fost livrat lui Nicolae); Miloradovici a rămas conștient și și-a dictat ultimele dorințe într-o scrisoare către țar. Au fost trei solicitări: să transmită respectul Majestății Sale rudelor sale, să acorde libertatea iobăgilor săi și să „nu uite de bătrânul Maikov”. Miloradovici a murit pe 27 decembrie (stil vechi: 15 decembrie) în jurul orei de 3 dimineața. După șase zile a fost înmormântat cu onoruri la Alexander Nevsky Lavra. 
Ancheta revoltei decembriștilor a condus la spânzurarea lui Kakhovsky și a patru dintre ajutoarele sale; nu s-a descoperit nicio legătură ilicită între decembristi și Miloradovici. Celui de-al doilea criminal, Obolensky, i-a fost retras titlul princiar și a fost exilat în Siberia timp de treizeci de ani. 

## Titlu de noblețe
Familia nobilă Miloradović este înscrisă în nobilimea Imperiului Rus.